# Due once di piombo (Il mio nome è Pecos)
Due once di piombo (Il mio nome è Pecos) è un film del 1966 diretto da Maurizio Lucidi. Il protagonista, Pecos, compare anche nel film successivo del regista: Pecos è qui: prega e muori!

## Trama
Il messicano Pecos Martinez assiste all'assalto che Joe Kline e la sua banda portano a Brack, il quale tuttavia riesce a consegnare a Tedder, il padrone del saloon, un barile contenente la refurtiva di una banca.